# Forstera cristis
Forstera cristis är en tvåhjärtbladig växtart som beskrevs av Glenny och Courtney. Forstera cristis ingår i släktet Forstera och familjen Stylidiaceae. Inga underarter finns listade i Catalogue of Life.